# Reichsminister

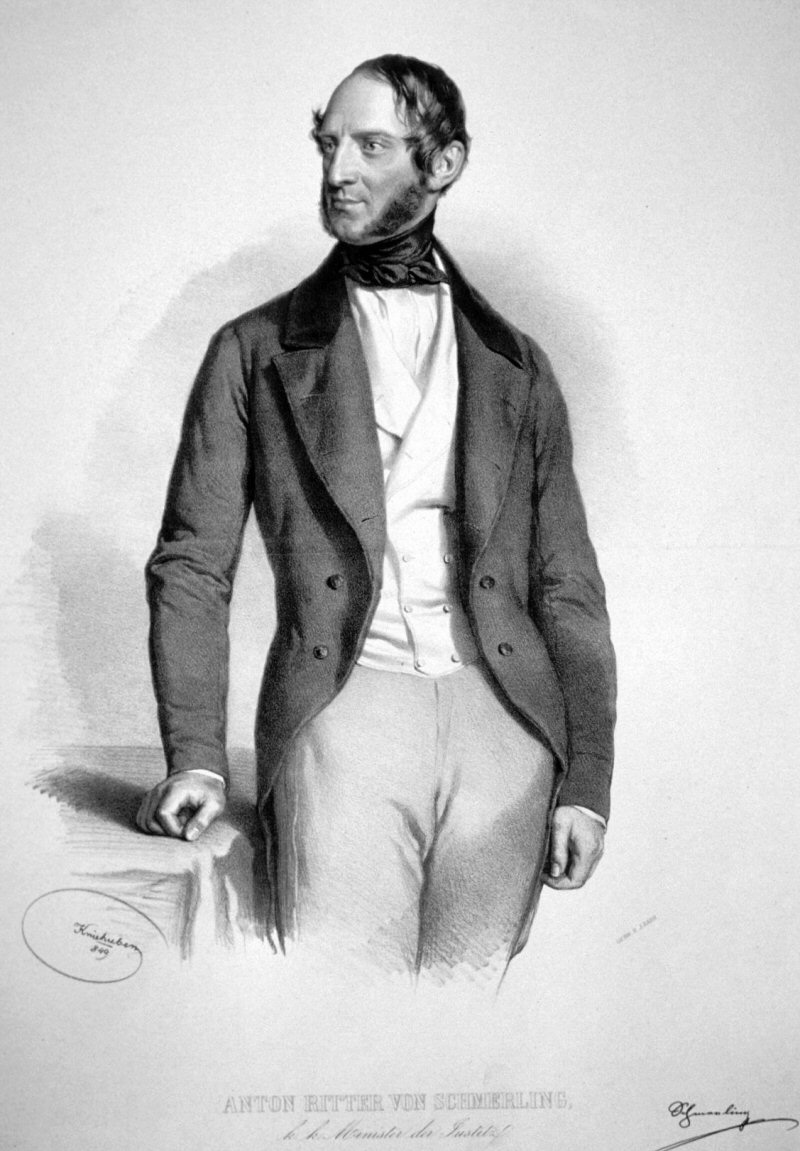
Anton von Schmerling da Áustria: em 15 de julho de 1848 ele pertencia aos três primeiros homens que o Reichsverweser instalou como Reichsminister alemão.

Reichsminister (em alemão singular e plural: "ministro do reino") era o título dos membros do governo alemão durante dois períodos históricos: durante a revolução de março de 1848/1849 no Reich alemão daquele período, e no moderno Reich alemão estado federal de 1919 até o fim do regime nazista em 1945.
"Reich" foi o nome do estado federal alemão de 1871 a 1945: Deutsches Reich. Em português, é traduzido como "império" (para o período com um imperador) e muitas vezes deixado sem tradução para o período seguinte. Um Reichsminister era membro do governo nacional, não devendo ser confundido com membro do governo de um dos muitos Länder (estados) da Alemanha.
O Sacro Império Romano-Germânico que existiu até 1806 não tinha um governo moderno e, portanto, nenhum ministro.
Em alemão, a palavra Reichsminister pode referir-se, em casos raros, a um ministro de um país diferente, como um rigsminister dinamarquês ou um rijksminister holandês.

## Revolução 1848/1849
Em 1848, o primeiro parlamento de toda a Alemanha, a Assembleia Nacional (ou Parlamento de Frankfurt), votou a favor de uma ordem constitucional provisória. Também instalou um Reichsverweser como uma espécie de chefe de estado provisório. O Reichsverweser teve a tarefa de instalar os ministros.  O Reichsverweser e o Reichsminister formaram juntos o Provisorische Zentralgewalt (poder central provisório, também chamado de governo imperial). O Reichsminister reunia-se como Ministerrat ou Gesamt-Reichsministerium . Embora não seja mencionado na ordem constitucional, geralmente um dos Ministros do Reich detinha o título de Ministro-Presidente.

## Estado federal alemão desde 1867

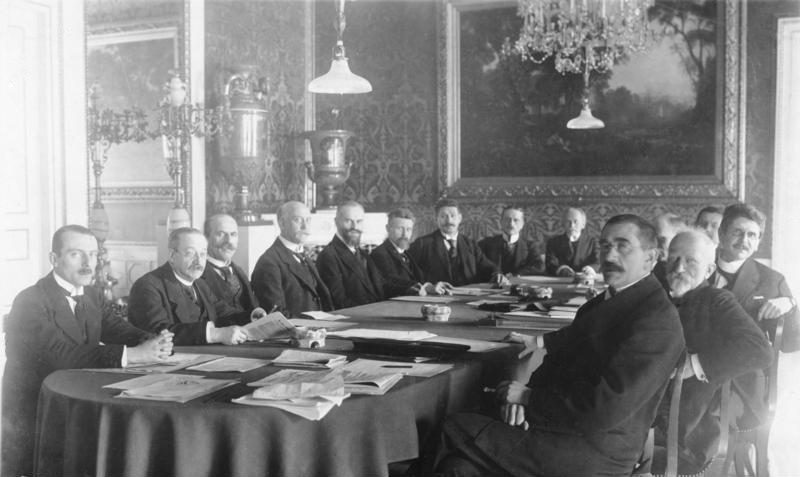
O primeiro gabinete alemão após a revolução, fevereiro de 1919, com o Reichsministerpräsident Philipp Scheidemann

Quando a Confederação da Alemanha do Norte (1867) e o Império Alemão (1871) foram criados, o chanceler (Bundeskanzler, então Reichskanzler) era o único membro responsável do governo. O chanceler nomeou chefes dos departamentos governamentais com o título de Staatssekretär. Tornaram-se ministros de facto, mas oficialmente não eram colegas do chanceler. 
Na revolução de 1918/1919, a Assembleia Nacional de Weimar concordou de forma semelhante primeiro com uma ordem constitucional provisória (fevereiro de 1919). Um Reichspräsident instalou ministros; um deles usou o título Reichsministerpräsident na prática. A Constituição de Weimar de agosto de 1919 introduziu novamente o título de Reichskanzler, agora com Reichsminister (plural) como seus colegas.  Os nacional-socialistas não mudaram os títulos depois de 1933, embora o gabinete oficial do governo tenha perdido parte de sua importância devido ao fato de Hitler ter instalado vários outros titulares de cargos com tarefas semelhantes.  O último Reichsminister (plural) foi preso pelas forças aliadas em maio de 1945 ("Governo de Flensburg").
Na constituição alemã de 1949, o governo alemão consiste no Bundeskanzler e no Bundesminister.
1. ↑  Ralf Heikaus: Die ersten Monate der provisorischen Zentralgewalt für Deutschland (Juli bis Dezember 1848). 1997, p. 61–63.
2. ↑  Ernst Rudolf Huber: Deutsche Verfassungsgeschichte seit 1789. Vol. II: Der Kampf um Einheit und Freiheit 1830 bis 1850. Kohlhammer Verlag, Stuttgart et al. 1960, p. 628.
3. ↑  Manfred Rauh: Die Parlamentarisierung des Deutschen Reiches, Droste Verlag, Düsseldorf 1977, p. 442.
4. ↑  Ernst Rudolf Huber: Deutsche Verfassungsgeschichte seit 1789. Vol. VI: Die Weimarer Reichsverfassung. W. Kohlhammer, Stuttgart et al. 1981, pp. 330–331.
5. ↑  «Hachtmann polykratie v1 de 2018 - Polykratie – Ein Schlüssel zur Analyse der NS-Herrschaftsstruktur?». docupedia.de